# السويد في الحرب الباردة

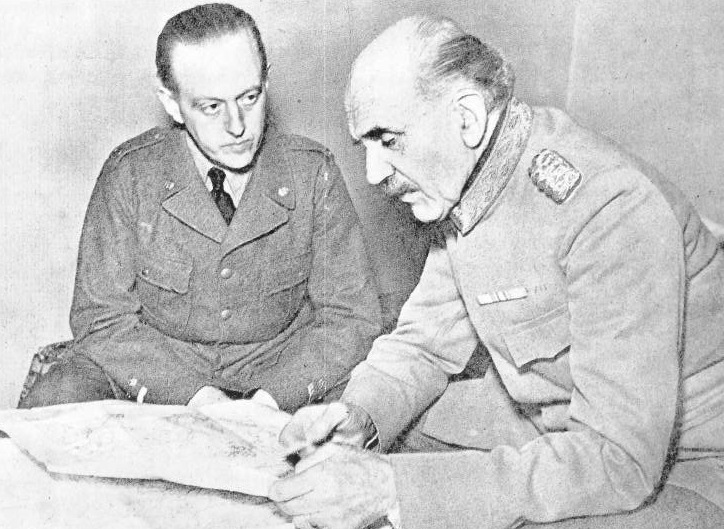
صورة يظهر فيها جنرال سويدي

رغم إعلان السويد بأنه بلد محايد، ولكن بشكل غير رسمي ترتبط القيادة السويدية بعلاقات قوية مع الولايات المتحدة. ففي أوائل ستينات القرن الماضي وافقت السويد على نشر غواصات نووية أمريكية قبالة الساحل الغربي السويدي. في نفس السنة وقعت السويد اتفاق دفاعي مع الولايات المتحدة، هذا التحالف لم يعلن للجمهور السويدي حتى عام 1994. في أعقاب الحرب، السويد استغلت قاعدتها صناعية السليمة، لتحقيق الاستقرار الاجتماعي واُستخدمت مواردها الطبيعية لإعادة بناء أوروبا. السويد كانت جزءا من مشروع مارشال وشاركت في منظمة التعاون والتنمية الاقتصادية. خلال معظم فترة ما بعد الحرب، حكمت البلاد من قبل حزب العمل الاجتماعي الديموقراطي. الذي فرض سياسات شركات متحدة: لتفضيل الشركات الرأسمالية الكبرى والنقابات الكبرى، وخاصة اتحاد نقابات العمال السويدية، المنتسب إلى الحزب الاشتراكي الديمقراطي. السويد انفتحت على التجارة وسعت وراء المنافسة دوليا في قطاع الصتاعة التحويلية. كان النمو جيدا حتى سبعينيات القرن الماضي. شأنها شأن بلدان كثيرة، دخلت السويد فترة من التدهور الاقتصادي والاضطراب، في أعقاب الحظر النفطي 1973- 1974 و1978 - 1979. في الثمانينيات، ركائز الصناعة السويدية تم إعادة هيكلتها بتوسع. وقد توقف بناء السفن، استخدم لب الخشب في صناعة الورق الحديثة، وتم التركيز على صناعة الصلب وأصبحت أكثر تخصصاً، والصناعات الميكانيكية أصبحت تدار آليا. بين عامي 1970و 1990، ارتفعت الضريبة العامة بنسبة تزيد على 10 %، وكانت معدلات النمو منخفضة جداً بالمقارنة مع معظم البلدان الأخرى في غرب أوروبا. الضريبة الهامشية لدخل للعمال بلغت أكثر من 80 ٪. السويد لم تعد ضمن أكبر خمس دول من حيث الناتج المحلي الإجمالي للفرد الواحد. منذ أواخر السبعينيات، أثارت السياسات الاقتصادية للسويد على نحو متزايد شكوك الاقتصاديين ومسؤولي وزارة المالية. جدير بالذكر، كارل جوستاف السادس عشر قلد ملكا لالسويد ورئيسا للدولة منذ عام 1973.